# ダイエー横浜西口店
ダイエー横浜西口店（ダイエーよこはまにしぐちてん）は、かつて神奈川県横浜市西区南幸二丁目に存在した大型商業施設（ショッピングセンター）である。店番号は0239。ネットスーパー取扱店舗。

## 概要
横浜駅西口の繁華街の一角に存在していた。首都圏レインボー作戦の一環で誕生したダイエーの代表店舗で、1968年に開業したサンコーの店舗を増築し1972年4月にオープンした。開業当初の来店客は目標の7万人より2割程上回った。
横浜西口ショッパーズプラザが名称であったが、この名称は公式には使用されず、「ダイエー横浜西口店」の名称を前面に出していた。
本館と新館で構成され、専門店は新館に集約されていた。本館の2階より上は「南幸市街地住宅」となっていた。地上10階・地下2階の店舗である。
2001年には若者が多い立地性を考慮し、斬新なイメージを打ち出すため、新しい広告塔（旧:ダイエー2代目ロゴマーク）の背景を白から黒に変更した。この背景の変更は、横浜西口店が初めて。2005年にロゴマークが一新された事に伴い消滅した。
2019年2月11日に完全閉店して47年間の営業を終了した。閉店後は権田金属工業と都市再生機構 (UR) の共同事業により、住居部分も含めて9階建て商業棟と8階建て賃貸住宅が建てられ、商業施設部分にダイエーと同じイオングループのイオンモール株式会社が「CeeU Yokohama（スィーユー ヨコハマ）」として2023年10月27日に一部先行開業し、同年12月15日に全館新装開業した。ダイエーも同施設に「イオンフードスタイル横浜西口店」（店番号：0895）として再出店した。

### 東日本大震災の影響
2011年（平成23年）の東日本大震災による影響で、店舗周囲の歩道が多々地割れして営業を一時見合わせた。

## フロア構成
| 階       | 本館                                   | 新館                                                     |
| -------- | -------------------------------------- | -------------------------------------------------------- |
| 8階-10階 | 住宅                                   | なし                                                     |
| 7階      | 住宅                                   | 専門店のフロア                                           |
| 6階      | 住宅                                   | 飲食のフロア                                             |
| 5階      | 住宅                                   | 玩具・文具と子供のフロア                                 |
| 4階      | 住宅                                   | 専門店のフロア                                           |
| 3階      | 住宅                                   | 生活用品・専門店のフロア                                 |
| 2階      | 衣料品・肌着・服飾雑貨・専門店のフロア | 専門店のフロア                                           |
| 1階      | 食料品・酒・花のフロア                 | 日用消耗品・ヘルスケア・ビューティーケア・専門店のフロア |

## 売上
この統計は、日経流通新聞及び日本経済新聞が調査して順位付けた。横浜西口店は近隣にニチイニチイが存在するも、1980年はスーパー業界で100位以内にランクインした。1986年 - 1989年は圏外のため不明。
| 年度   | スーパー業界 | ダイエー内 | 小売総合 | 売場面積 | 売上          |
| ------ | ------------ | ---------- | -------- | -------- | ------------- |
| 1982年 | 50位         | 18位       | なし     | 69位     | 101億3800万円 |
| 1983年 | 68位         | 19位       | なし     | 151位    | 91億3000万円  |
| 1984年 | 86位         | 24位       | なし     | 65位     | 89億2500万円  |
| 1985年 | 87位         | 28位       | なし     | 69位     | 91億7400万円  |
| 1990年 | 147位        | 46位       | 90位     | なし     | 100億2000万円 |
| 1992年 | 不明         | 40位       | 353位    | なし     | 204億200万円  |